# Hanson and the Beast
Hai kiếp yêu tinh - May mắn kiếp này (tiếng Trung: 二代 妖精之 今生有幸, tiếng Anh: Hanson and the Beast) là một bộ phim hài kỳ ảo lãng mạn của  Trung Quốc có sự tham gia của Phùng Thiệu Phong và Lưu Diệc Phi.

## Tóm tắt
Phim ''Hai Kiếp Yêu Tinh'' kể về câu chuyện tình yêu nơi đô thị. Viên Soái là 1 nhân viên đô thị bình thường rơi vào tình yêu với một con quỷ hồ ly màu trắng tên là Bạch Khiên Sở, BOT (Cục quản lý yêu quái) vì ngăn cản người và yêu quái yêu nhau, phái nhân viên lùng bắt Bạch Khiên Sở đã làm trái quy tắc. Viên Soái vì yêu con quỷ hồ ly đó , dũng cảm xông vào yêu giới.

## Sản xuất và phát hành
Ngày 26 tháng 8 năm 2016 bộ phim chính thức được công chiếu.

### Diễn viên
| Diễn viên         | Nhân vật      |
| ----------------- | ------------- |
| Phùng Thiệu Phong | Viên Soái     |
| Lưu Diệc Phi      | Bạch Khiên Sở |
| Quách Kinh Phi    | Hồng Tư Thông |
| Lý Quang Khiết    | Vân Trung Hạc |
| Tiêu Tuấn Diễm    | Cổ Băng Băng  |
| Hùng Nãi Cẩn      | Miêu Yêu      |